# Албінецул-Ноу
Албінецул-Ноу (рум. Albinețul Nou) — село у Фалештському районі Молдови. Входить до складу комуни, адміністративним центром якої є село Албінецул-Векі.

## Населення
За даними перепису населення 2004 року у селі проживали 205 осіб.
Національний склад населення села:
| Національність | Кількість осіб | Відсоток |
| -------------- | -------------- | -------- |
| молдавани      | 104            | 50,7%    |
| українці       | 97             | 47,3%    |
| росіяни        | 4              | 2,0%     |
| Всього         | 205            | 100%     |